# Herb Skwierzyny
Herb Skwierzyny – jeden z symboli miasta Skwierzyna i gminy Skwierzyna w postaci herbu przyjęty przez radę miejską 13 czerwca 2013 r.

## Wygląd i symbolika
Na niebieskiej tarczy widoczny jest złoty lew stojący na tylnych łapach, z głową zwróconą w prawo (według reguł heraldycznych – od strony trzymającego tarczę, czyli z punktu widzenia obserwatora – w lewo). Z pyska wystaje czerwony jęzor. Lew trzyma w przednich łapach srebrny klucz.
Srebrny klucz był symbolem kluczowej pozycji Skwierzyny, położonej między Wielkopolską, Pomorzem i Brandenburgią, a zarazem symbolem otwarcia bram grodu dla przyjaźnie nastawionych przybyszów. Lew zaś podkreślać miał odwagę mieszkańców, którzy bronili tożsamości miasta przed zakusami „obcych”.

## Historia
Środowisko skwierzyńskich historyków uważa, że miasto otrzymało herb już w 1530 r. Nie zachowały się jednak dokumenty potwierdzające te fakty. Niemieccy naukowcy zaś przypisują nadanie herbu Albrechtowi Hohenzollernowi w 1538 r., z tego roku pochodzi najstarszy wizerunek herbu. Przedstawiał on leżącego lwa z ogonem zakończonym pojedynczym chwostem, który w przednich łapach trzymał srebrny klucz. Pieczęcie sądowe z roku 1560 i 1569 ukazywały lwa w pozycji stojącej. W 1722 r. król August II Mocny potwierdził nadanie przywilejów miastu i dodał do herbu koronę. Wersja ta stała się wzorem do odtworzenia herbu z 2013 r.

Herb używany do 2013 r.
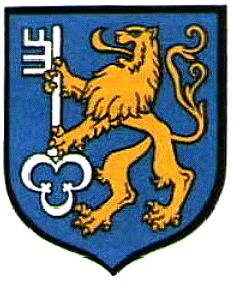
przedwojenna wersja herbu